# Wim Verheyden
Wim Verheyden (Bornem, 9 mei 1967) is een Belgisch Vlaams-nationalistisch politicus voor het Vlaams Belang.

## Levensloop
Verheyden werkte van 1988 tot 2019 als laborant bij het controleteam van het farmaceutische bedrijf Pfizer in Puurs.
Hij werd politiek actief voor het Vlaams Belang en is voor deze partij sinds 2007 gemeenteraadslid van Bornem, waar hij na de gemeenteraadsverkiezingen van oktober 2012 fractieleider werd voor zijn partij. Ook was hij van 2018 tot 2019 provincieraadslid van Antwerpen. Sinds 2012 is hij tevens voorzitter van de regionale afdeling van Vlaams Belang in Klein-Brabant.
Bij de Vlaamse verkiezingen van 26 mei 2019 werd Verheyden voor de kieskring Antwerpen verkozen in het Vlaams Parlement. Hij ging er zetelen in de commissies Algemeen Beleid, Financiën, Begroting en Justitie en Mobiliteit en Openbare Werken en werd de woordvoerder van zijn partij inzake mobiliteitsdossiers.
Bij de Vlaamse verkiezingen van 9 juni 2024 werd hij opnieuw verkozen voor de kieskring Antwerpen in het Vlaams Parlement. Hij behaalde 8.266 voorkeurstemmen en verzekerde zich daarmee van de vierde zetel voor het Vlaams Belang, volgens de rangorde van verkozenen. Na de verkiezingen werd Verheyden door zijn partij eveneens afgevaardigd naar de Senaat om er zitting te nemen als deelstaatsenator. In zijn tweede legislatuur als Vlaams Parlementslid werd hij opnieuw lid van de commissie Mobiliteit en Openbare Werken en ging hij ook zetelen in de commissie Buitenlands Beleid, Europese Aangelegenheden en Internationale Samenwerking.